# 卡尔·克特尔
卡尔·克特尔（德語：Karl Köther，1905年5月27日—1986年1月27日），德国男子自行车运动员。他曾代表德国参加1928年夏季奥林匹克运动会自行车比赛，获得男子双人自行车铜牌。